# خدای فیل‌گونه
خدای فیل‌گونه (به بنگالی: Joi Baba Felunath) فیلمی محصول سال ۱۹۷۹ و به کارگردانی ساتیاجیت رای است. در این فیلم بازیگرانی همچون سومیترا چاترجی، سانتوش دوتا، سیارتا چاترجی، اوتپال دوت، هاردان باندوپادیی، بیپلاپ چاترجی ایفای نقش کرده‌اند.